# La Gavia (metropolitana di Madrid)
La Gavia è una stazione della linea 1 della metropolitana di Madrid.
Si trova all'intersezione tra la Avenida del Ensanche de Vallecas e la calle Alto de la Sartenilla.

## Storia
La stazione è stata inaugurata il 16 maggio 2007, insieme alle stazioni di Las Suertes e Valdecarros.

## Accessi
Ingresso La Gavia
- La Gavia Avenida del Ensanche de Vallecas, s/n (angolo con Calle del Alto de la Sartenilla 2)
- Ascensore Avenida del Ensanche de Vallecas, s/n (angolo con Calle del Alto de la Sartenilla 2)